# El Gran Juego
El Gran Juego es una expresión utilizada para describir la rivalidad entre el Imperio ruso y el Imperio británico en su lucha por el control de Asia Central y el Cáucaso, durante el siglo XIX. Fue acuñada por Arthur Conolly, militar y oficial de inteligencia británico y popularizada por el escritor Rudyard Kipling, en su novela Kim, publicada en 1901. Esa rivalidad era denominada por los rusos como «El Torneo de las Sombras». Hoy en día la expresión junto con la de «agujero negro» (popularizada por Brzezinski para explicar el orden postsoviético) son utilizadas por los especialistas internacionales para analizar la actuación de las grandes potencias en las regiones mencionadas. La rivalidad se mantuvo siempre en un estado parecido al de la «Guerra Fría», por lo que tuvieron un gran protagonismo exploradores (como Nikolái Przewalski), agentes de inteligencia (como Alexander Burnes o William Moorcroft) y agentes comerciales y diplomáticos, aunque la zona no se vio exenta de guerras en la que alcanzaron fama generales como Frederick Sleigh Roberts, Konstantin von Kaufman o Mijaíl Skobelev.
El Imperio británico buscaba expandir el Imperio indio y proteger sus intereses allí, mientras que el Imperio ruso quería un acceso al océano Índico y a las riquezas minerales de Asia central. Comenzó una carrera por la supremacía y desde 1813 hasta 1907 (con el establecimiento de la Triple Entente), Inglaterra y Rusia se convirtieron en enemigos, pero nunca se enfrentaron directamente (aparte del único episodio de la Guerra de Crimea). Con los años, las fronteras de los dos imperios se acercaron, en el Pamir en particular, con el avance ruso en el Asia central y el británico en el norte de la India, lo que obligó a ambos a delimitar sus fronteras al principio del siglo XX, disponiendo la independencia de un «estado tapón» (Afganistán), que también se explica por la feroz resistencia de las tribus locales en un entorno montañoso difícil de controlar.
El «Gran Juego» en un sentido más amplio también se aplicaba a la situación en el Lejano Oriente, donde las potencias occidentales aprovecharon la debilidad temporal de China, entonces muy dividida, y compitieron entre sí. Como efecto secundario de esa situación, la independencia del Tíbet fue reconocida por los británicos el 7 de septiembre de 1904, en la convención entre Gran Bretaña y el Tíbet firmada en el palacio del Potala entre el representante británico y el gobierno tibetano. Esa independencia solo duró medio siglo antes de que los chinos regresaran por la fuerza, mientras que la del otro estado vasallo de China, Mongolia, fue reconocida en 1911 por los propios chinos en dos tercio del país (la República de Mongolia) quedando solamente el último tercio restante (Mongolia Interior) como territorio chino.
La derrota rusa durante la guerra ruso-japonesa en 1905, en la que Inglaterra apoyó a Japón, marcó el declive del poder ruso, que no resistió el impacto de la Primera Guerra Mundial y se derrumbó durante la revolución de febrero de 1917, seguida después de ocho meses por el golpe de Estado bolchevique, habiendo financiado Alemania el regreso de Lenin a Rusia a cambio de la paz en el Este (Tratado de Brest-Litovsk).
Después de la fundación de la URSS, el «Gran Juego» (estudiado ya a escala global y no solo asiática) se volvió triangular con tres polos: un polo liberal salida de la «Entente» y que dio lugar los «Aliados» occidentales;  un  polo comunista del que la URSS era el pivote (su primer «estado satélite» fue Mongolia desde 1924) y un polo nacionalista y racista (principalmente fascista, nazi y gran japonés) que da el «Eje». Esos tres polos chocaron entre sí, entre otros lugares durante la guerra civil española y especialmente durante la Segunda Guerra Mundial, al comienzo de la que el primer polo estaba aislado hasta el ataque alemán contra la URSS y el ataque japonés a los Estados Unidos que cambiaron el equilibrio del conflicto al poner del mismo lado los recursos de los imperios coloniales británico y francés, las masas humanas del Ejército Rojo y la alta productividad de la industria norteamericana.

Solo cuando todo el mundo muera acabará el Gran Juego.
Rudyard Kipling

## El Gran Juego

### Origen de la expresión
Aunque la expresión "Gran juego" fue popularizada por la novela Kim publicada en 1901, las estrategias geopolíticas que designa existían desde mucho antes. La expresión apareció en 1857 en la obra History of War in Afghanistan [Historia de la guerra en Afganistán] de John William Kaye, un oficial británico del ejército de las Indias. Kaye habría tomado prestada esa fórmula del explorador, escritor y oficial de inteligencia Arthur Conolly, capitán del VI regimiento de caballería ligera de Bengala, al servicio de la Compañía Británica de las Indias Orientales (British East India Company, BEIC), que fue uno de los primeros en franquear los pasos de montaña entre la India y Afganistán durante un reconocimiento y que finalmente fue decapitado por el emir de Bujara.

### Antecedentes
Pedro I de Rusia fue es el primer zar que intentó obtener acceso directo a los recursos minerales del Asia central, en particular a los ubicados cerca de las riberas del Oxus (Amu-Daria) y conocidos desde la Antigüedad (por ejemplo, los yacimientos de lapislázuli). Jiva era una ciudad en el Oxus donde reinaba un kan al que Pedro propuso garantizar su seguridad personal y la herencia al trono para sus descendientes, a cambio de privilegios comerciales para los rusos y de la protección de las caravanas contra las tribus turcomanas que las saqueaban. Con ese pretexto, Pedro envió una expedición fuertemente armada en abril de 1717 comandada por el príncipe Aleksandr Bekóvich-Cherkaski. Después de un avance difícil en el desierto, en el que muchos hombres murieron de sed, Bekóvich llegó finalmente  a Jiva, donde el kan le dio una acogida aparentemente calurosa, sin recelar de ser engañado. Aceptó alojar a Bekóvich y a sus hombres, pero a la entrada de la ciudad. Bekóvich accedió para no ofender a su anfitrión. Fue una artimaña, el kan atacó en la noche y solo cuarenta de los rusos lograron escapar de la masacre. Jiva salvó su independencia y la mantuvo durante otro siglo y medio antes de ser finalmente absorbida por el Imperio ruso.
Uno de los primeros británicos en interponerse en el camino de las ambiciones rusas fue Henry Dundas. En 1798, hubo un rumor de que Napoleón quería conquistar la India después de su desembarco en Egipto y Siria. Potencia continental, el Imperio ruso buscaba en el siglo XIX, continuar su progreso alrededor del mar Negro y hacia el Cáucaso, iniciado desde fines del siglo XVIII a expensas del Imperio otomano (ver los tratados de Küçük Kaynarca (1774), Jassy (1794), Bucarest (1812), Adrianópolis (1829) y Constantinopla  (1832)) y de Persia (véase la guerra ruso-persa (1804-1813)). Al mismo tiempo, los zares avanzaron a través de Siberia hasta el Pacífico y hacia el Asia Central. Esas conquistas, la liberación de los pueblos cristianos de los Balcanes del yugo otomano y los objetivos rusos hacia los Estrechos, acceso al Mediterráneo, se consideraron una amenaza para el Imperio británico, la primera potencia marítima en el mundo y entonces aliada del Imperio otomano.

### Origen

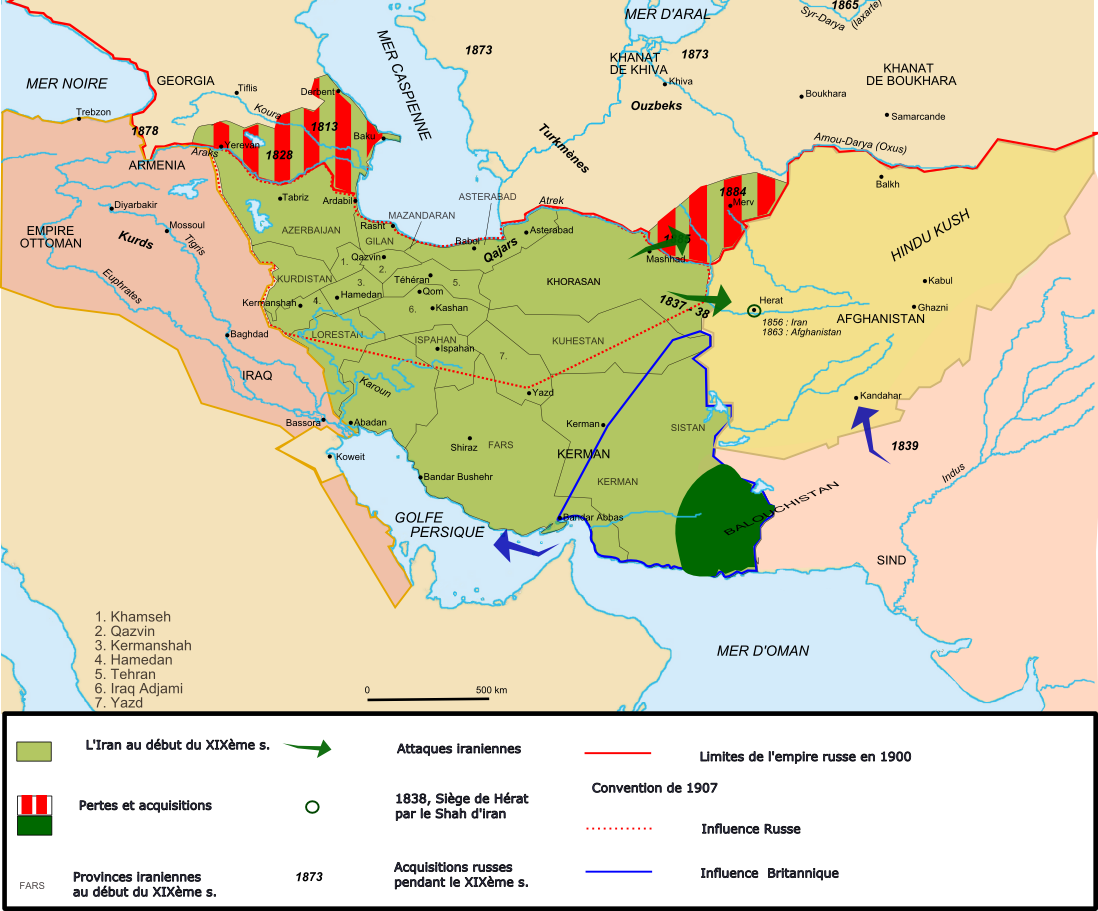
Irán durante la dinastía Kadjar

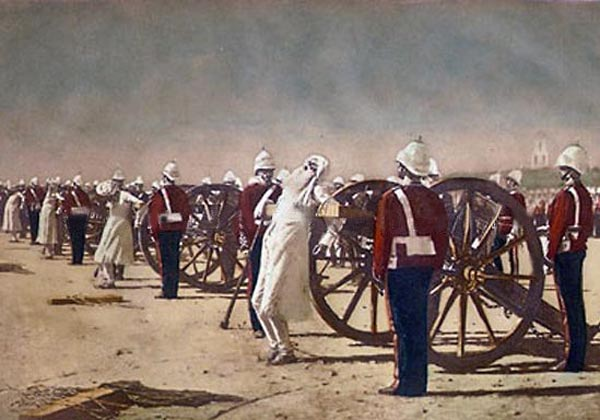
Ejecución de los rebeldes indios tras la rebelión de los Cipayos (obra de Vasili Vereshchaguin)

El control colonial de la India había proporcionado al Imperio británico una enorme riqueza y prestigio. Tras las guerras napoleónicas, la India se convirtió en la «joya de la corona», la pieza clave que sustentaba el Imperio. Para controlar la inmensa área que ocupa la India, la Compañía Británica de las Indias Orientales recibió una gran autonomía para administrar el territorio. La geografía de la India parecía protegerla contra enemigos exteriores. Por el norte y el nordeste, el Himalaya resultaba una barrera insuperable, por el este, las junglas de Birmania la hacían segura; pero en la frontera noroccidental, la India limitaba con Afganistán y eso era motivo de preocupación para los británicos porque ese país también lindaba con el Imperio ruso. Según la perspectiva británica, los rusos podían amenazar el control sobre la India ya fuera mediante incursiones rusas en el Mediterráneo que amenazasen las rutas hacia el oeste o por el avance del imperio zarista en el Asia Central.
La perspectiva de Rusia era distinta. Para el Imperio zarista, Asia Central suponía un objetivo ideal para encontrar un suministro de materias primas y un mercado cerrado hacía donde dirigir sus manufacturas. Además, debía pacificar las turbulentas fronteras ya que los habitantes de los diferentes estados realizaban frecuentemente razzias en territorio ruso. Y en tercer lugar, Rusia era consciente de que presionando en Asia Central podía obligar a los británicos a realizar alguna concesión con respecto a los estrechos del Bósforo y de los Dardanelos que permitiese abrir a los barcos rusos las rutas del Mediterráneo.
Entre ambas potencias imperiales, siempre dispuestas a ensanchar sus fronteras, se encontraban una serie de estados con los que surgieron continuos roces: Persia, que era considerada como un estado tapón, tuvo que sufrir una lucha entre las dos potencias por influir en su política interna; Afganistán, que sufrió presiones por ambos bandos y que protagonizó dos guerras contra el Imperio británico; y el Tíbet que, a pesar, de no encontrarse entre ambos imperios, también fue un foco de enfrentamiento.

### Primera guerra anglo-afgana (1838-1842)

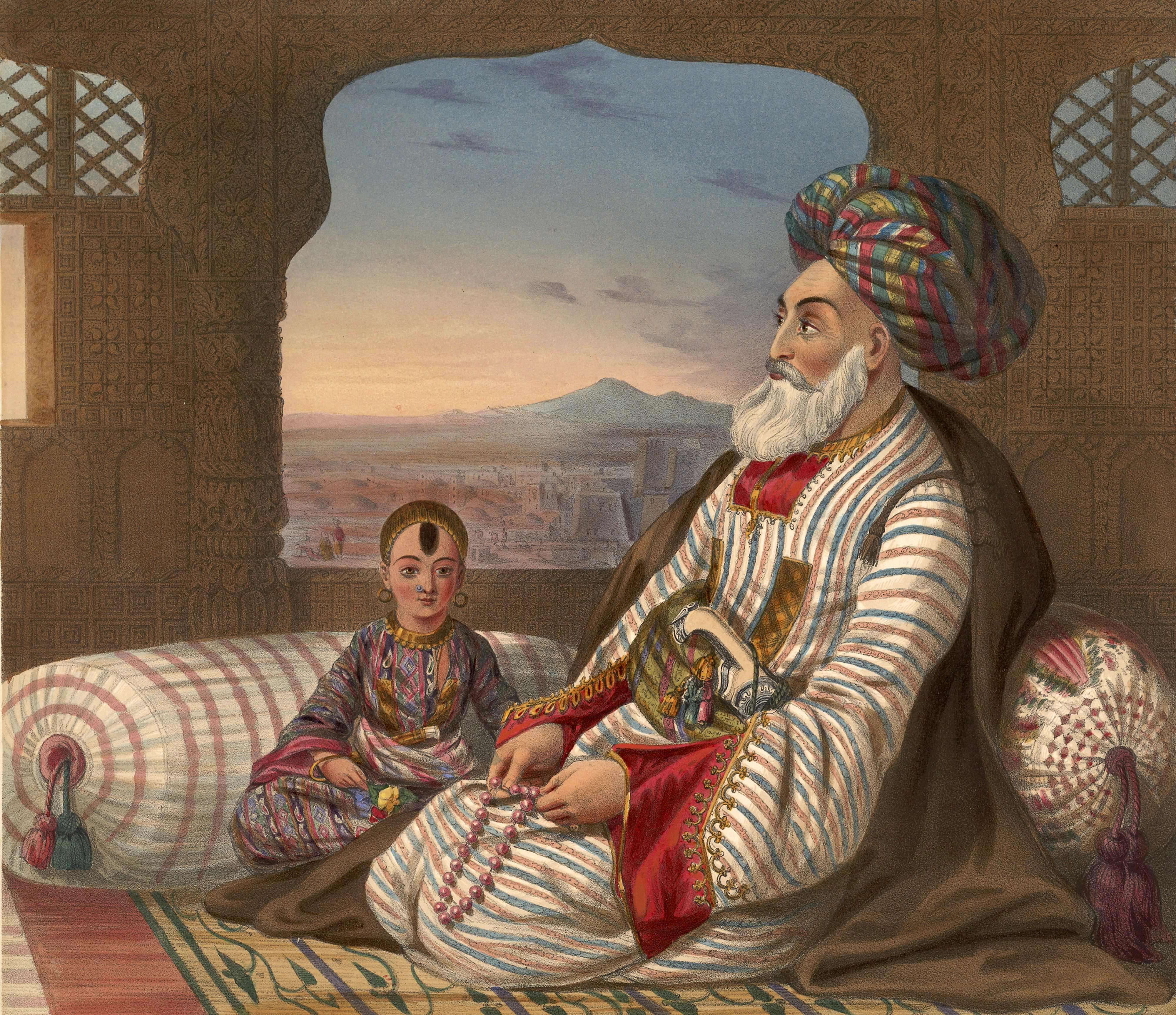
Dost Mohammed Khan y su hijo menor (obra de James Rattray)

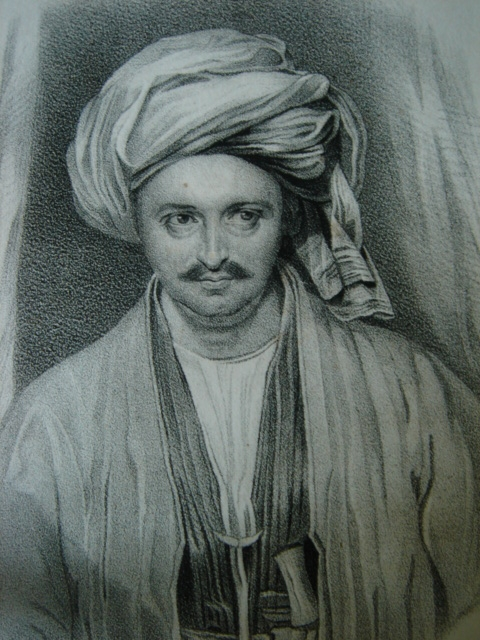
Alexander Burnes

En 1837, llegó a Kabul un embajador ruso, y después, bajo el mando del oficial polaco Jan Prosper Witkiewicz, se fundaría una misión diplomática; con la misión de alcanzar un tratado favorable a Rusia. Esa embajada cosechó un inmenso fracaso y a su vuelta a San Petersburgo en 1839, Witkiewicz se suicidó.
Sin embargo, la noticia de la embajada había llegado a Lord Auckland, gobernador general de la India (1836-1842), quien comenzó a considerar una invasión militar para derrocar al emir de Afganistán Dost Mohammed Khan.
Auckland preparó un ejército con 21 000 soldados británicos y 38 000 auxiliares indios que se lanzó a la conquista de Afganistán. El principio de la campaña no supuso muchas dificultades para las fuerzas británicas. Al no encontrar una oposición efectiva y organizada, los invasores capturaron Kandahar en abril de 1839 y Ghazni en julio. Cuando Kabul cayó en agosto, se entronizó a Shuja Shah Durrani, nieto de Ahmad Shah, un anterior monarca afgano, en lugar de Dost Muhammed, al que él mismo entregó a los británicos, que lo exiliaron en Calcuta. Los soldados británicos se acuartelaron en la ciudad, aunque poco después se hizo marchar a parte de los soldados británicos y solo quedaron en Afganistán seis regimientos para defender al nuevo emir bajo el mando de William Keith Elphinstone y una delegación política bajo el mando de Alexander Burnes y William Macnaghten.
En 1841, el hijo de Dost Mohamed, Akbar Jan encabezó una insurrección contra los británicos. Gran parte de los líderes tribales terminaron uniéndose a la insurrección cuando el Imperio británico decidió dejar de pagarles los subsidios de los que eran partícipes por defender los caminos y pasos de montaña.
El 1 de noviembre de 1841, una multitud de afganos atacó la residencia de Alexander Burnes asesinando a todo el que encontraron en su interior. El asesinato no desencadenó ninguna reacción por parte británica.
Tres semanas después, los altos alrededor de Kabul empezaron a ser ocupados por los afganos y Elphinstone envió una columna de infantería y caballería para desalojar a las fuerzas afganas de allí. Tras despejar las alturas, los británicos fueron atacados y puestos en fuga por la caballería afgana, a la vista de la guarnición que no hizo nada para evitarlo. La guarnición de Kabul se vio en una situación insostenible y se envió a William Macnaghten a negociar con Akbar Jan los términos para una retirada pacífica, pero el mismo oficial británico fue asesinado por el propio Akbar. Seguidamente fue decapitado y su cabeza expuesta en una pica en una plaza pública. Aun así el asesinato no convenció a Elphinstone de lo inútil de las negociaciones y siguió intentando un acercamiento diplomático hasta finales del año 1841 cuando accedió a liberar a Dost Mohammed.
El 6 de enero de 1842, las tropas británicas e indias, acompañadas por sus esposas, hijos y sirvientes salieron de Kabul. Durante una semana, la columna británica fue acosada por los afganos que les disparaban desde las cimas de los desfiladeros. Akbar Mohammed declaró que no tenía que ver nada con los ataques y se ofreció a proteger a los civiles y a los heridos y llevarlos a un lugar seguro. Sin embargo esa acción no supuso el final del acoso sobre el ejército británico y el 13 de enero la columna llegó a Gandamak solo para encontrar el paso bloqueado. Elphinstone decidió volver a negociar con Akbar Mohammed y se entregó a él para salvar la vida. Los soldados debían actuar bajo su cuenta y decidieron resistir e intentar llegar a Jalalabad tuvo lugar la batalla de Gandamak en la que los británicos fueron masacrados. Solo el capitán James Souter y ocho soldados más sobrevivieron como prisioneros. De las personas que huyeron a caballo solo el doctor William Brydon alcanzó Jalalabad.
Lord Ellenborough, el nuevo gobernador general británico recientemente nombrado, no estaba dispuesto que la guerra terminara con esa derrota así que envió una fuerza punitiva a Afganistán. Bajo el mando del general George Pollock, la fuerza expedicionaria de 14 000 soldados forzó el paso Jáiber y derrotó en dos batallas a Akbar Jan. Tras derrotar al líder afgano marchó a Kabul y redujo a cenizas el Gran Bazar. Para diciembre de 1842 todo el ejército británico se encontraba de nuevo de regreso en la India.
En 1857, la rebelión de los Cipayos llegó a poner en peligro el control británico del subcontinente indio. La revuelta pudo sofocarse pero produjo un impacto importante en la visión que desde Inglaterra se tenía de la India, ya considerada entonces como un eje central de la economía imperial británica al ser el mercado más importante para sus manufacturas. En 1858, la Corona disolvió la Compañía Británica de las Indias Orientales y recuperó el control y dio lugar al establecimiento del Raj británico.

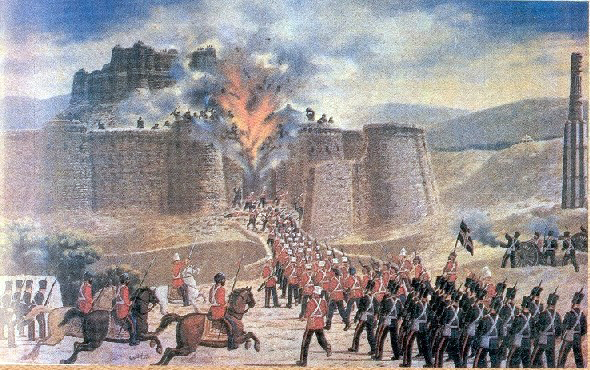
Una fuerza británica-india ataca el fuerte Ghazni (ca.1839)
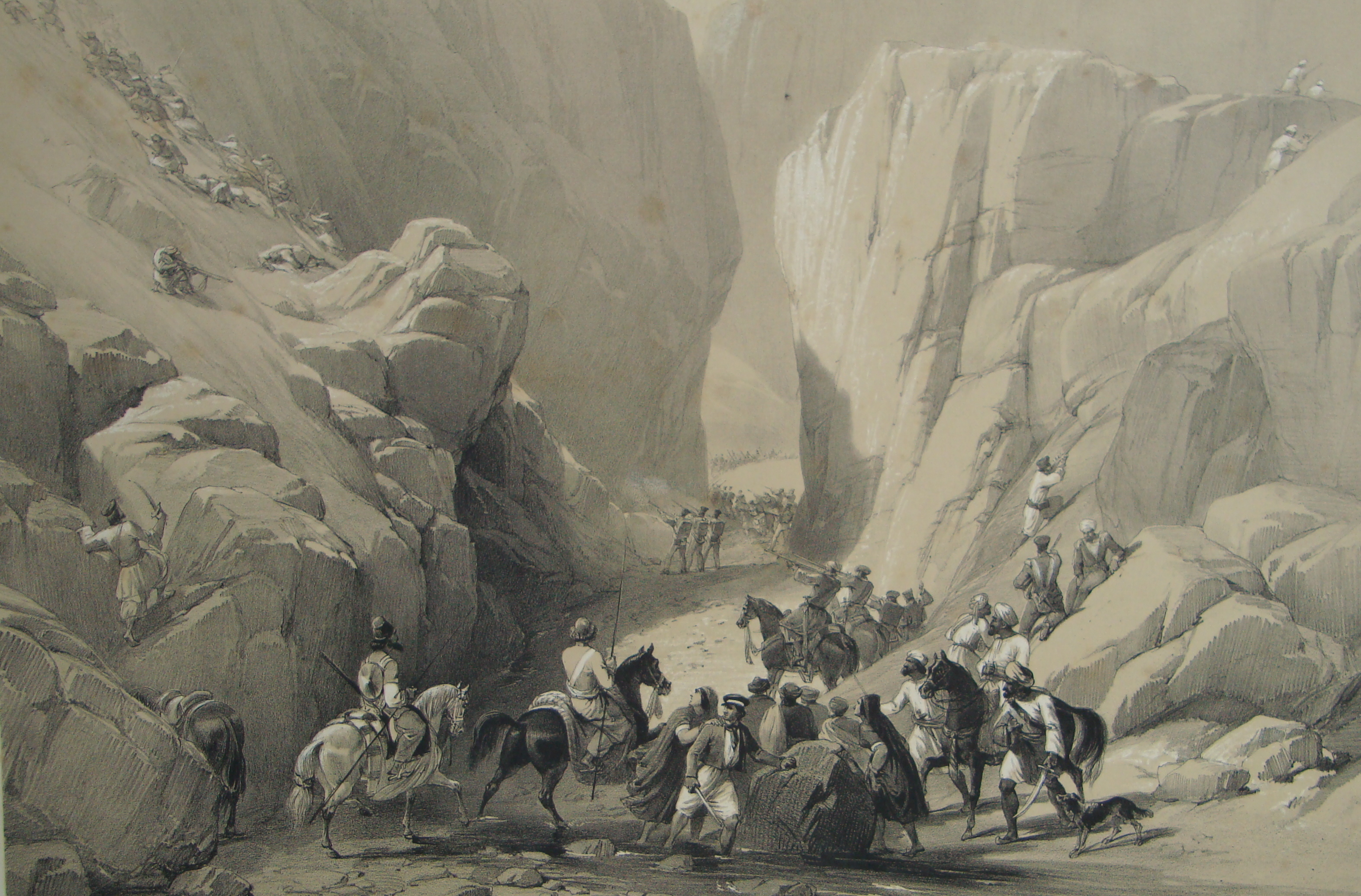
La apertura del Narrow Path sobre el Siri Bolan (bocetos de James Atkinson en Afganistán)
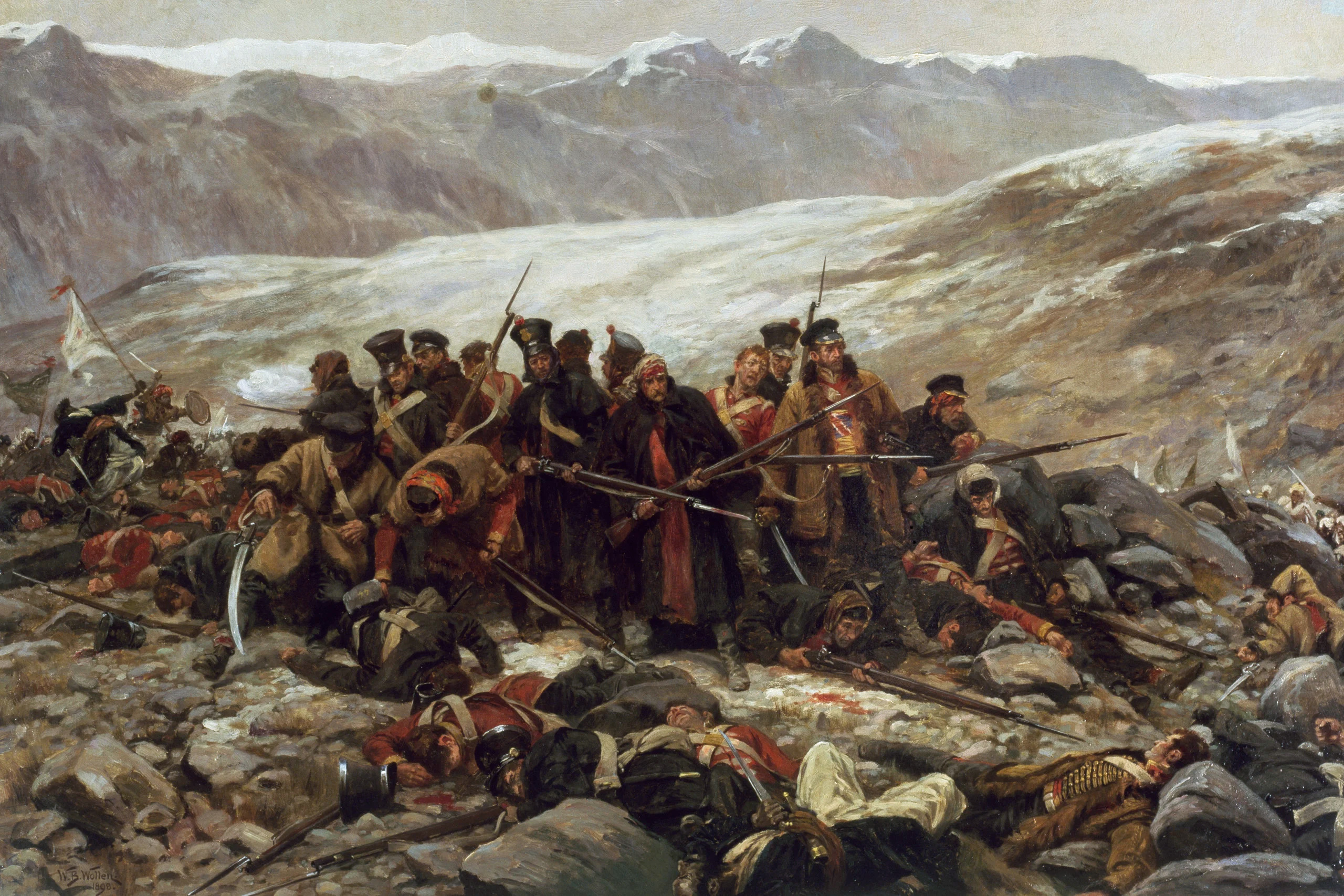
La resistencia de los últimos soldados británicos en la batalla de Gandamak (obra de William Barnes Wollen)
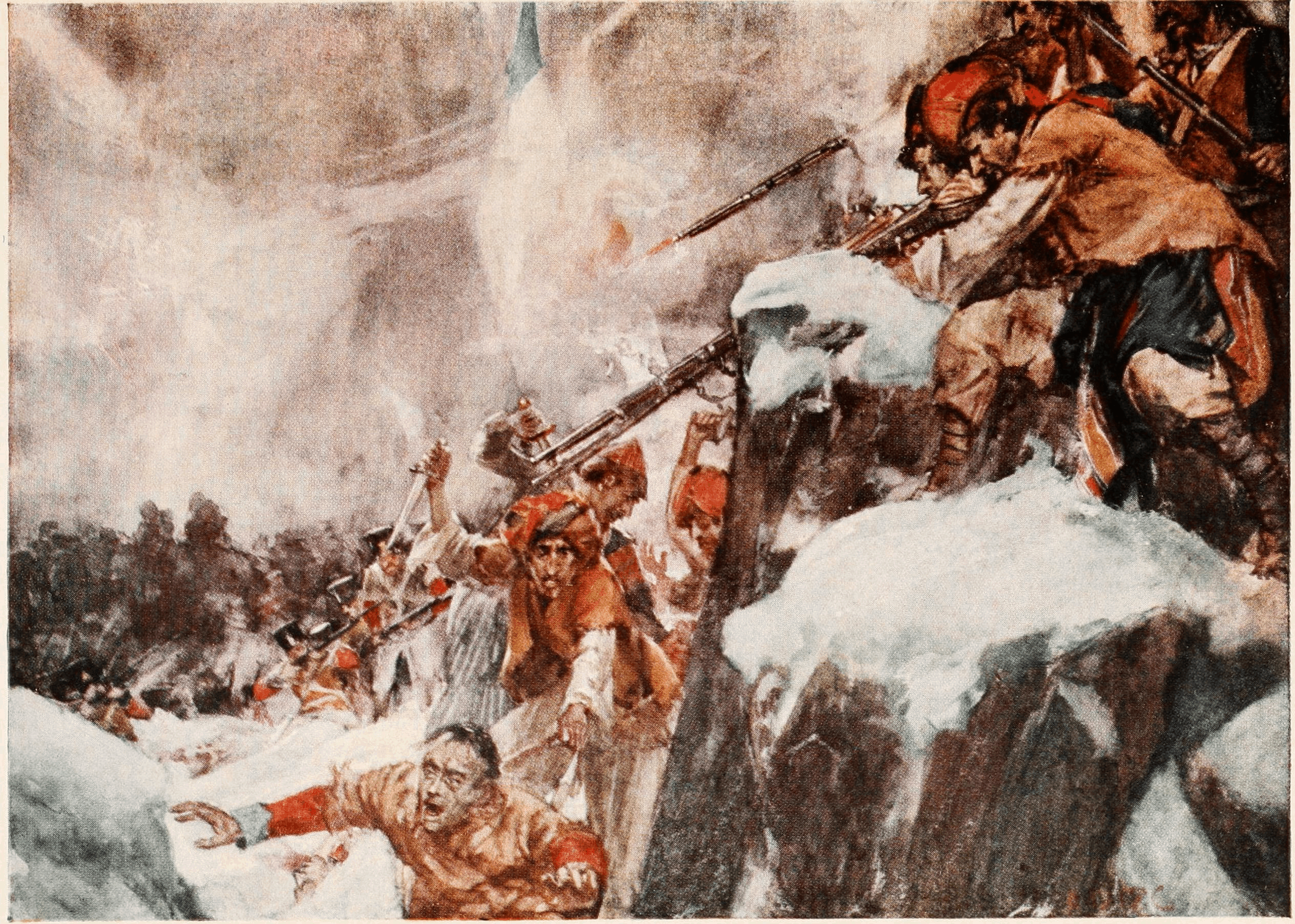
Fuerzas afganas atacan a las tropas indias británicas en retirada
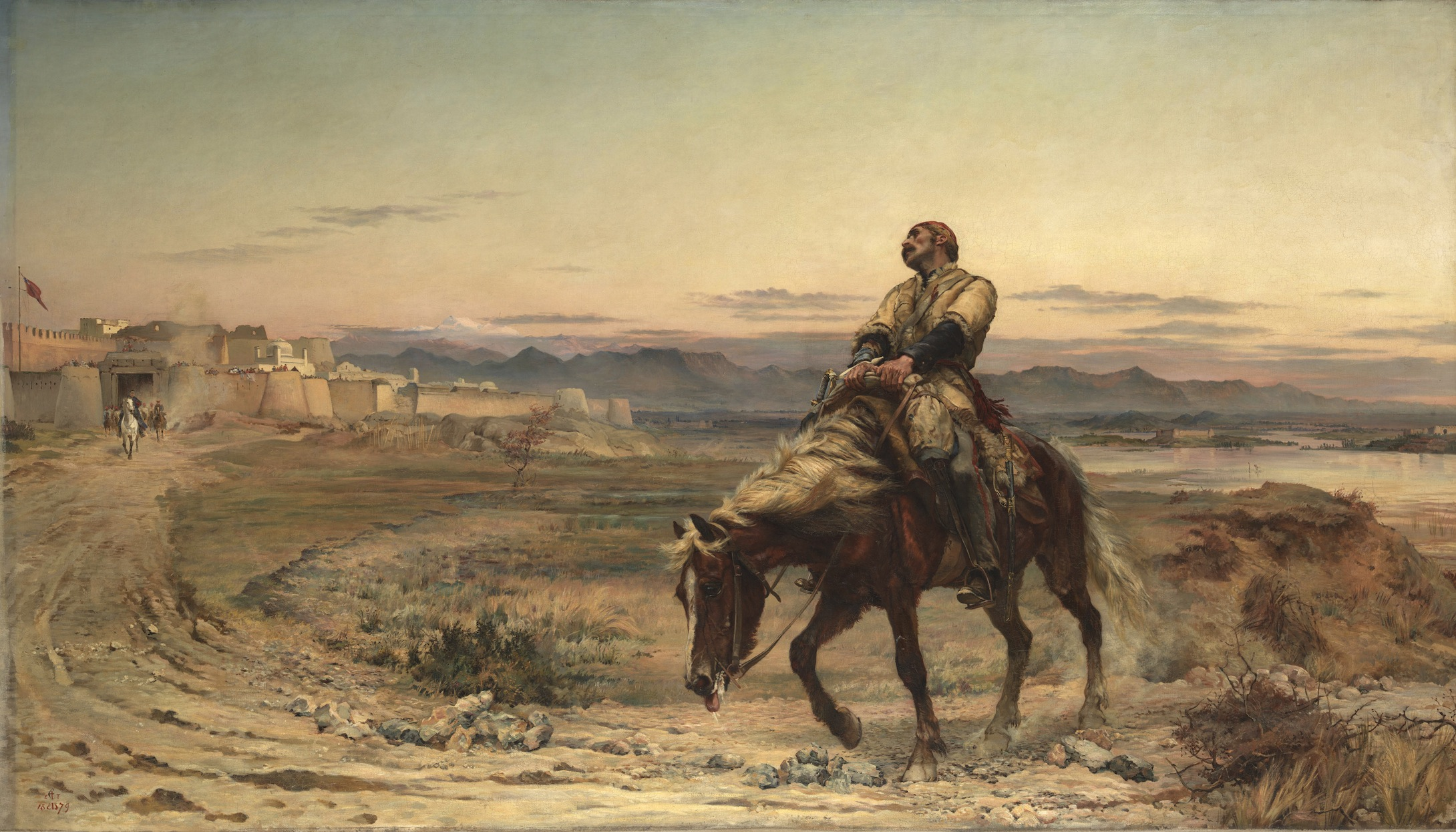
Llegada de William Brydon a Jalalabad (obra de Elizabeth Thompson)

### La conquista del Turquestán por el Imperio ruso

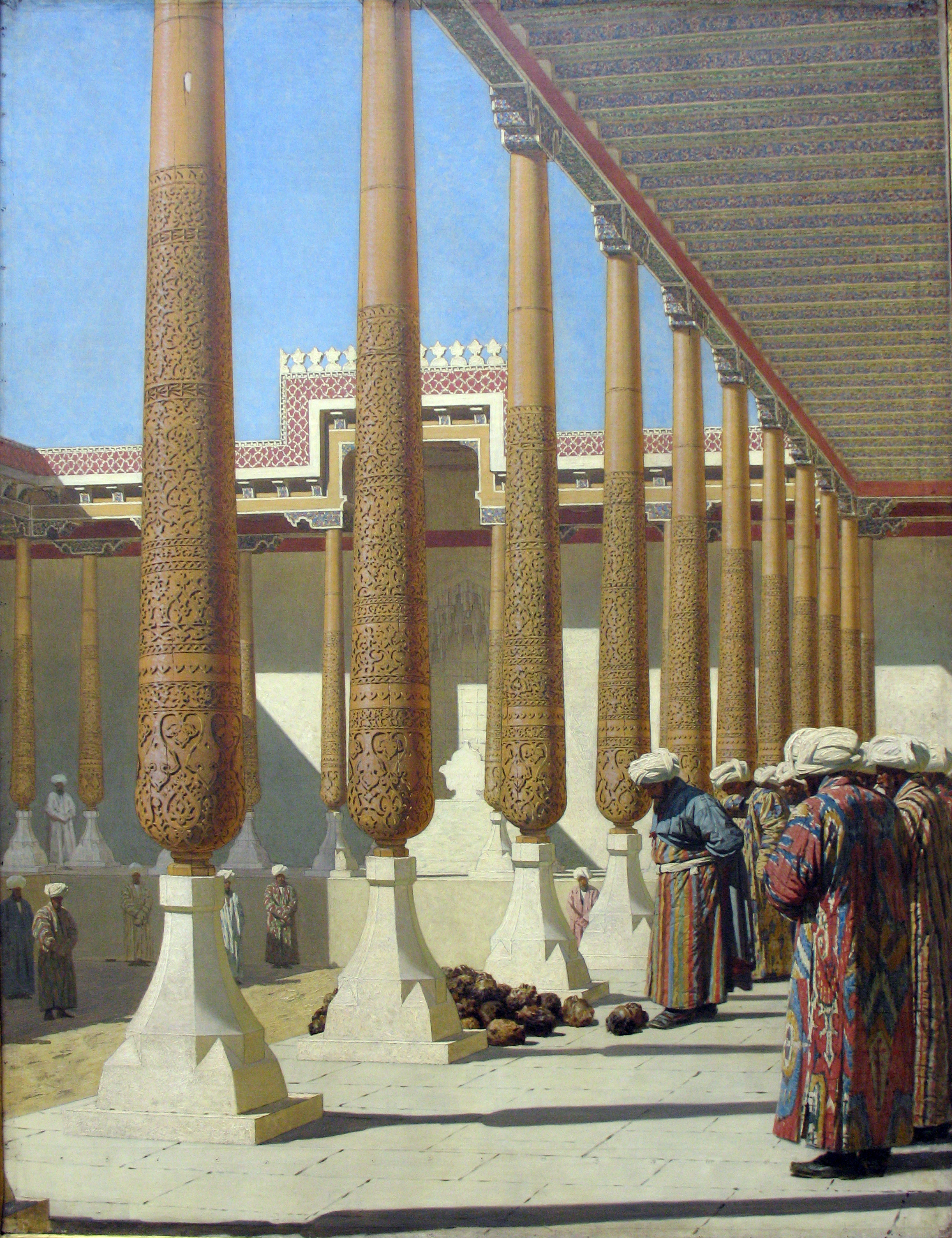
Presentación al emir del Janato de Bujara de las cabezas de unos soldados rusos (Obra de Vasili Vereshchaguin)

En la segunda mitad del siglo XIX, el Imperio ruso logró una enorme expansión en Asia Central. Antes de 1850, Rusia ya era dueña de la totalidad de Kazajistán pero la expansión se había detenido durante la guerra de Crimea por la que el Imperio ruso intentaba ganar una salida al mar Mediterráneo, a costa del Imperio otomano. La guerra terminó en derrota para las fuerzas rusas, entre otras cosas por la intervención de varias potencias occidentales, como el Segundo Imperio Francés, el Reino de Cerdeña y sobre todo del Imperio británico que no podía tolerar la injerencia rusa en unas rutas vitales hacia Oriente. La guerra terminó con la Paz de París en 1856 y el Imperio zarista no tuvo otro remedio, para expandirse que mirar hacía los territorios contiguos a sus posesiones asiáticas.
A mediados del siglo XIX la zona de Asia Central conocida como Turquestán estaba dividida en tres janatos, el janato de Bujara, el janato de Jiva y el janato de Joqand. El Imperio ruso decidió anexionarse esos territorios que junto a Kirguistán y Turkmenistán, lindaban con su frontera suroriental. La primera acometida rusa tuvo como objetivo el Janato de Bujara y así la ciudad de Chimkent cayó en poder ruso el 2 de octubre de 1864. Tras la toma de la ciudad se procedió a su saqueo y a la masacre de todos sus habitantes. Ese ataque comenzó a levantar las suspicacias del Imperio británico, por lo que se ordenó al general ruso Mihail Grigorievich Chernaiev no continuar con las acciones pero este desoyó las órdenes y atacó la ciudad de Tarkent en 1865 provocando la airada protesta británica. Tras esas protestas el general ruso fue destituido con honores.
Dmitry Romanovski fue nombrado sucesor de Chemaiev y prosiguió en la primavera de 1866 el avance ruso. Con un ejército de 3600 hombres derrotó a las fuerzas del janato de Bujara (cerca de 40 000 soldados) en la batalla de Irdzchar tras lo que invadió el valle de Ferganá. Ese mismo verano la ofensiva rusa continuó con la conquista de varias ciudades que se encontraban en el camino hasta Samarcanda.

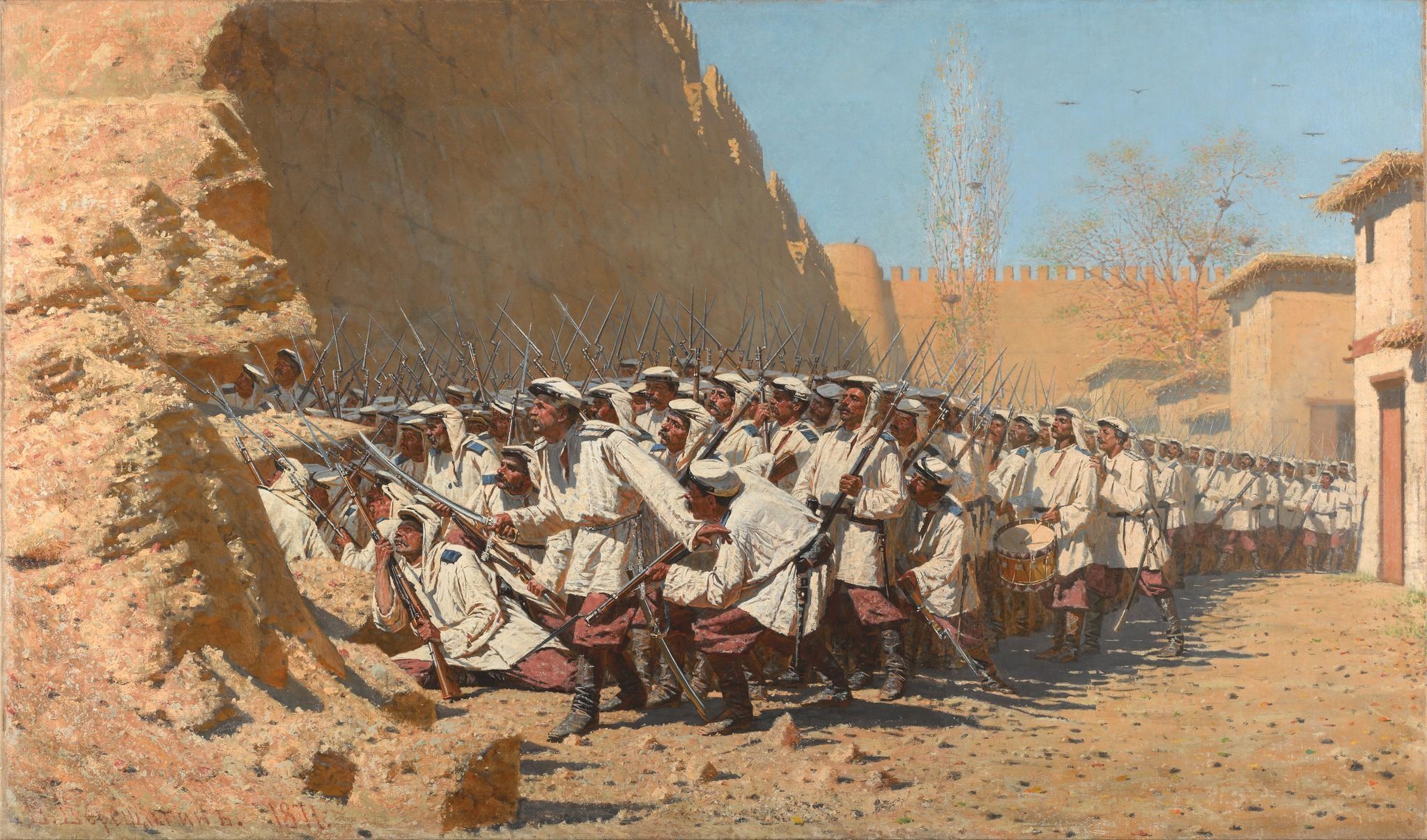
Defensa de Samarcanda por parte de los rusos (obra de Vasili Vereshchaguin)

Con el fin de organizar el extenso territorio conquistado se creó la Gobernación General de Turquestán en 1867 a cuyo frente se puso a Konstantin von Kaufman, quien gozaba de plenos poderes tanto civiles como militares. La primera acción de Kaufman fue la ocupación del valle de Kirguistán, al este de Samarcanda.
El año 1868 vio la ofensiva final contra el Janato de Bujara. La ciudad de Samarcanda fue tomada por los rusos que fueron bien recibidos por los habitantes de la ciudad, descontentos con el gobernador enviado desde Bujara para preparar la defensa de la ciudad. Kaufman, viendo la facilidad de la conquista, decidió continuar la ofensiva dejando en la ciudad solo 500 soldados. Poco después de marchar el ejército ruso, la población de Samarcanda, se unirá a las tropas de Abd al-Malik Tura, hijo del emir de Bujara contra las tropas zaristas. Estas, superadas en número, se atrincheraron en la ciudadela y resistieron las embestidas de los asediadores durante una semana hasta que von Kaufman regresó a la ciudad con el resto del ejército, obligando a los asediadores a retirarse. Tras consolidar la conquista de Samarcanda, las tropas rusas consiguieron la victoria en la batalla de Zerabulak y el emir de Bujara se rindió a los rusos. El antiguo janato fue dejado bajo el control de emir, pero sometido al control ruso en la esfera de las relaciones exteriores.

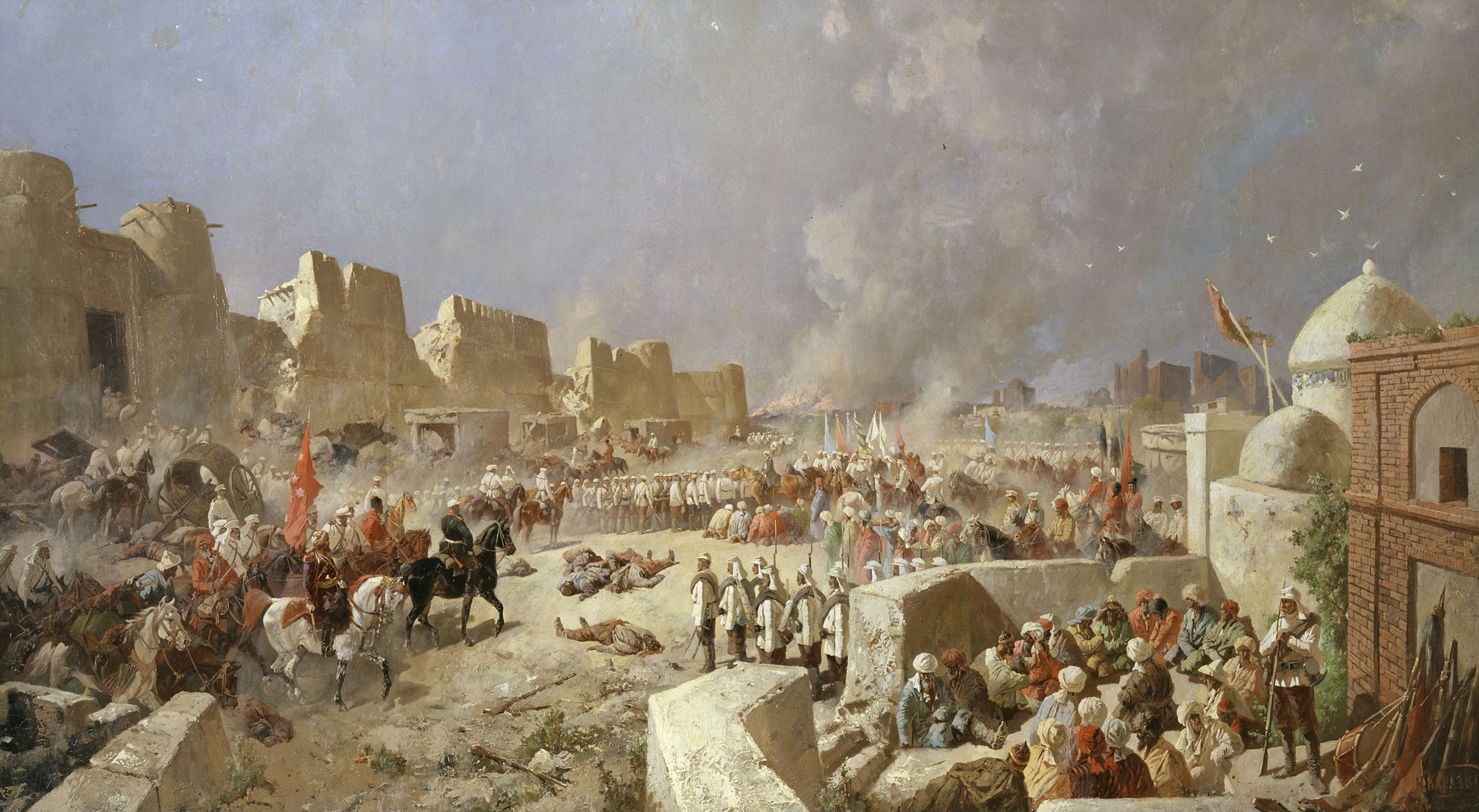
Las tropas rusas en Samarcanda (obra de Nikolay Karazin)

Respecto al janato de Joqand, en 1868 von Kaufman había firmado un acuerdo con el emir Judoyar Jan por el cual establecieron relaciones pacíficas. En 1873 se inició un levantamiento contra el emir, pero en agosto de 1875 ya era un movimiento de liberación nacional contra Judoyar Jan y contra los rusos. Kaufman ordenó a las tropas rusas sofocar las revueltas ocupando el janato y el 19 de febrero de 1876 fue abolido y se estableció que fuera incorporado a la Gobernación General de Turquestán. Al igual que en el janato de Bujara, el emir de Joqand siguió controlando el gobierno interno pero las relaciones exteriores quedaron subordinadas al control zarista.
La caída del janato de Jiva bajo control ruso preocupaba sobremanera a los británicos que intentaron influir en su emir con el envío de mensajeros. Para evitar que la tensión entre ambas potencias siguiera aumentando, el zar Alejandro II de Rusia envió a un diplomático a Londres que aseguró que el janato de Jiva no se incluía entre sus pretensiones. Sin embargo, en agosto de 1873, el emir de Jiva firmó un acuerdo por el que pasaba a ser un protectorado ruso, rechazando establecer relaciones directas con cualquier otro país ni firmar acuerdos sin el consentimiento de San Petersburgo. Todos los aspectos relacionados con la supervisión y decisión en cuestiones del janato fueron puesta bajo el control de la Gobernación General del Turquestán.

### La segunda guerra anglo-afgana (1878-1880)

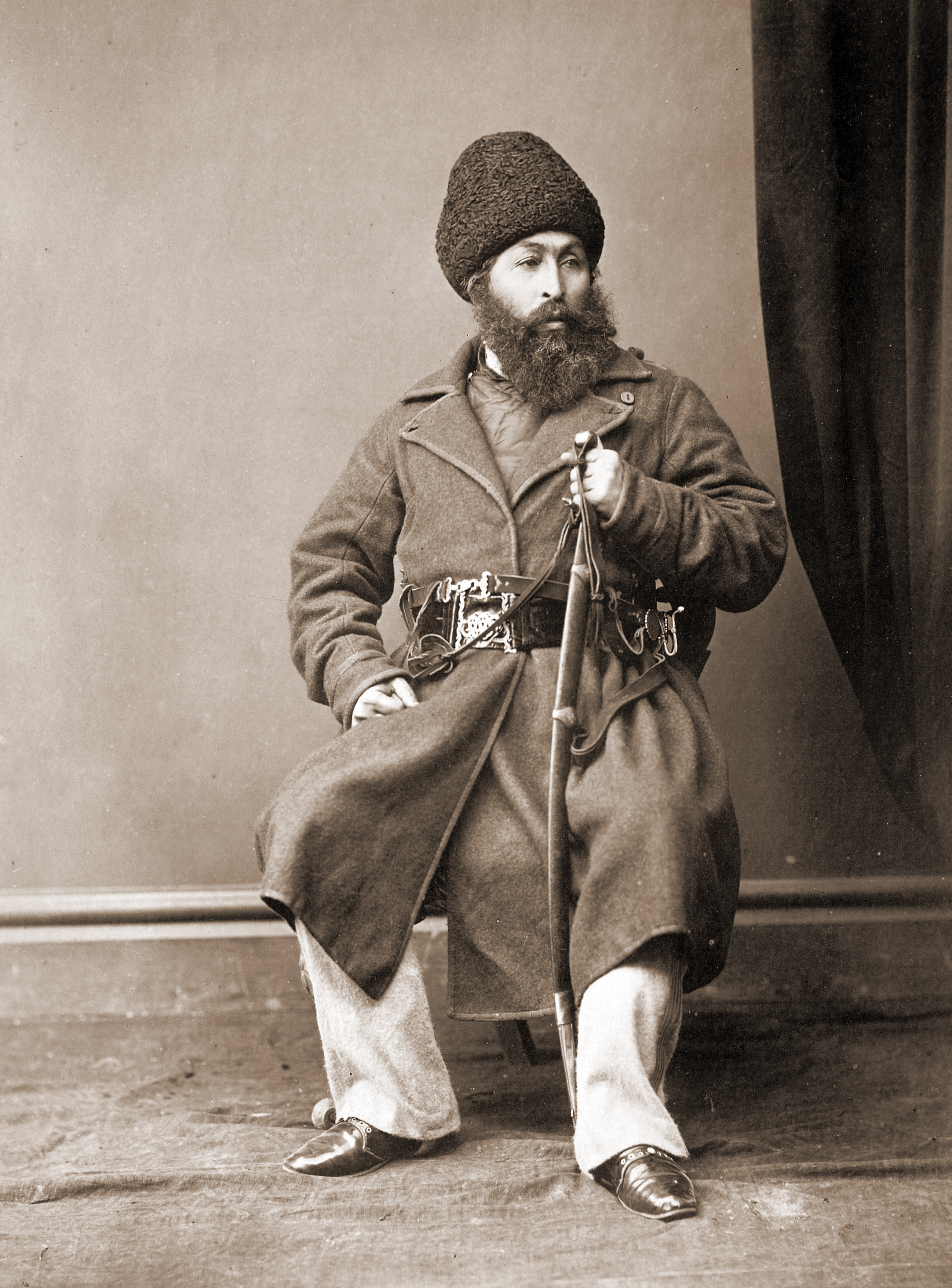
Sher Alí, emír de Afganistán.

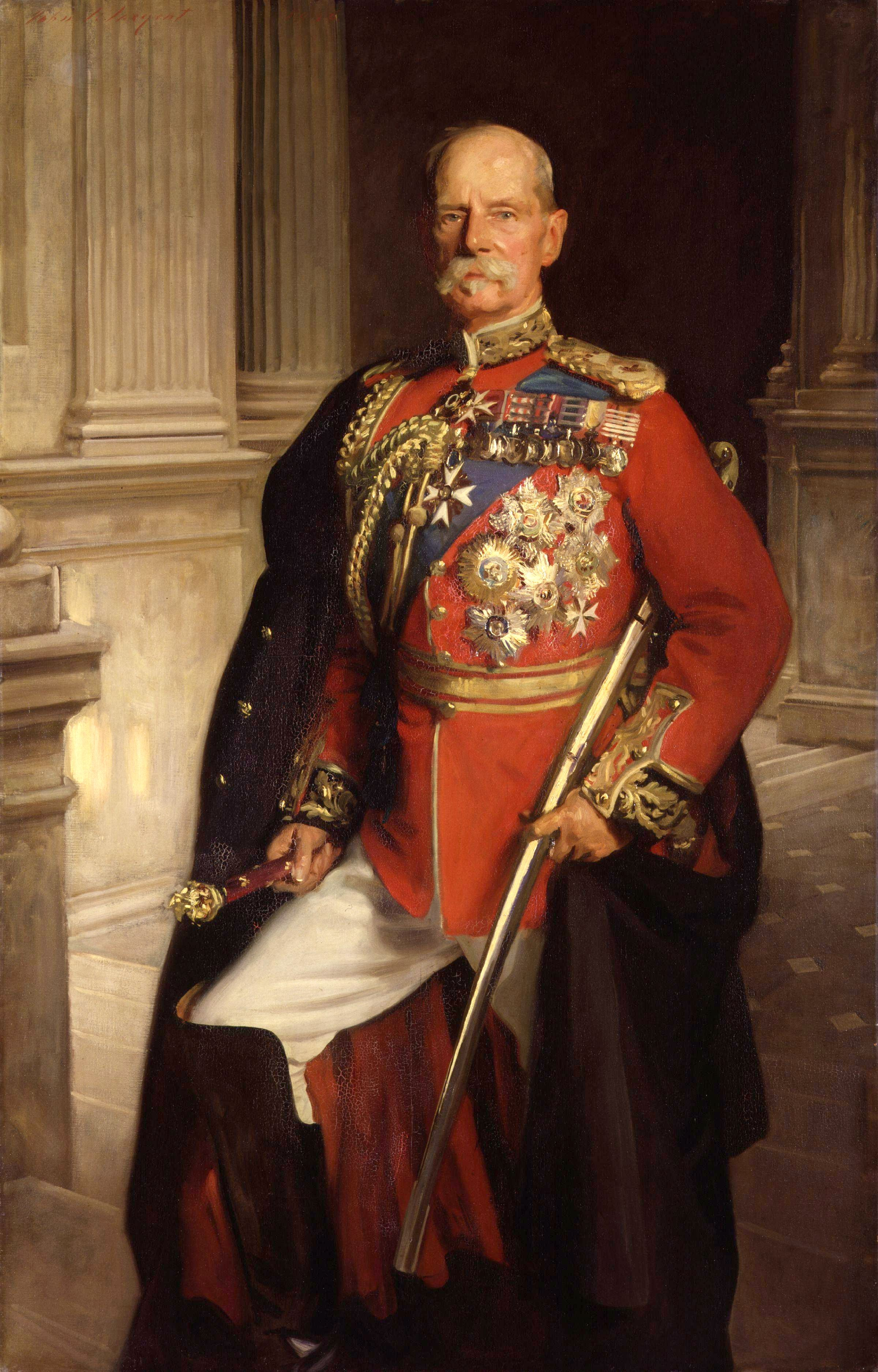
Frederick Sleigh Roberts (obra de John Singer Sargent)

En noviembre de 1878 el emir de Afganistán Sher Alí entabló negociaciones con Rusia que estableció una delegación en la corte del emir. El Imperio británico intentó entablar negociaciones con el emir pero este declinó hablar con los representantes de Gran Bretaña y firmó un tratado de amistad con el Imperio zarista. Gran Bretaña, preocupada por el cariz de los acontecimientos, exigió tener una delegación en Kabul pero de nuevo fue denegada por lo que el virrey de la India, lord Lytton ordenó la invasión de Afganistán.
Las fuerzas británicas fueron puestas bajo el mando de Frederick Sleigh Roberts, que avanzó hacia Kabul, a través del paso Jaíber y derrotó el 2 de diciembre de 1878 a los afganos en Peiwar Kotal. Sher Alí huyó y murió en el exilio en 1879. Su hijo Mohammed Yakub Jan le sucedió como emir y tras negociaciones llegó a un acuerdo (el Tratado de Gandamak) con Gran Bretaña por el que Afganistán se convertía en un protectorado británico. Tras el acuerdo las tropas británicas regresaron a la India y Pierre Louis Napoleon Cavagnari quedó como representante británico en Kabul. En septiembre de 1879 soldados rebeldes de la tribu Herat, molestos por el tratado y descontentos con el gobierno de Mohammed Yakub Jan, iniciaron una insurrección y Cavagnari y sus ayudantes fueron asesinados.
Roberts regresó a Afganistán y tras cruzar el paso Jaíber avanzó hacia Kabul teniendo que soportar el acoso afgano. Finalmente en las cercanías de Kabul tuvo que enfrentar a un ejército afgano al que derrotó en la batalla de Charasia el 6 de octubre de ese mismo año 1879. Tras entrar en Kabul, Roberts hizo ahorcar a 87 afganos sospechosos de haber participado en el asesinato de la delegación británica y capturó a Mohammed Yakub Jan. Sin embargo, los afganos se alzaron en armas y Roberts se vio asediado en Kabul donde tuvo que ser rescatado por las fuerzas de Donald Stewart.
Mohammed Yakub Jan huyó de Afganistán tras abdicar en su primo Abdur Rahman quien reconoció el Tratado de Gandamak pero el hermano de Mohammed Yakub Jan, Mohammed Ayub Jan no aceptó la sucesión.
En diciembre de 1879 Roberts venció nuevamente a los afganos en la batalla de Sherpur pero la guerra de guerrillas desgastó mucho a sus fuerzas y tomó represalias contra la población civil.
Las ejecuciones provocaron la protesta de la oposición liberal en el parlamento británico y en la campaña política de 1879 William Gladstone utilizó la agresiva política británica contra el primer ministro Benjamín Disraeli. Gladstone ganó las elecciones y decidió negociar la paz con Afganistán.
En julio de 1880 Mohammed Ayub Jan reunió un ejército en Herat y marchó hacía Kandahar. Se ordenó a George Scott Reynolds Burrows marchar para detener al ejército. Sin embargo errores por parte de Burrows condujeron a la derrota en la batalla de Maywand (27 de julio de 1880).
Los supervivientes de la batalla se dirigieron a Kandahar donde fueron asediados por las fuerzas afganas. Frederick Sleigh Roberts marchó desde Kabul para socorrerlos el 8 de agosto de 1880..La columna no encontró resistencia a su avance y llegó a Kandahar el 31 de agosto. Mohammed Ayub Jan, ante la noticia del avance de Roberts, había levantado el sitio y retirado sus fuerzas a posiciones defensivas al oeste de la ciudad. El 1 de septiembre tuvo lugar la batalla de Kandahar. Roberts envió a un destacamento de hindúes a atacar el centro afgano mientras lanzaba tres brigadas de infantería contra su flanco derecho con la intención de realizar una maniobra de flanqueo logrando tomar las posiciones afganas cuya resistencia se desmoronó. Las condiciones de paz fijadas para el fin de la segunda guerra anglo-afgana establecían que Afganistán quedaría como un protectorado británico y que todas las relaciones exteriores del país estarían supeditadas al control del Raj. Sin embargo el acuerdo fue poco efectivo. Los rusos alentaron al gobierno afgano a que ignorara esa cláusula y el estado fue cada vez más independiente.

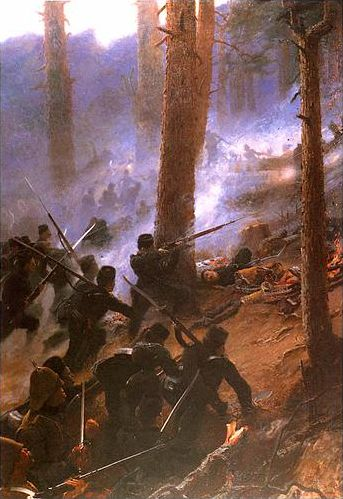
Unidades gurkhas en la batalla de Peiwar Kotal (obra de John Singer Sargent)
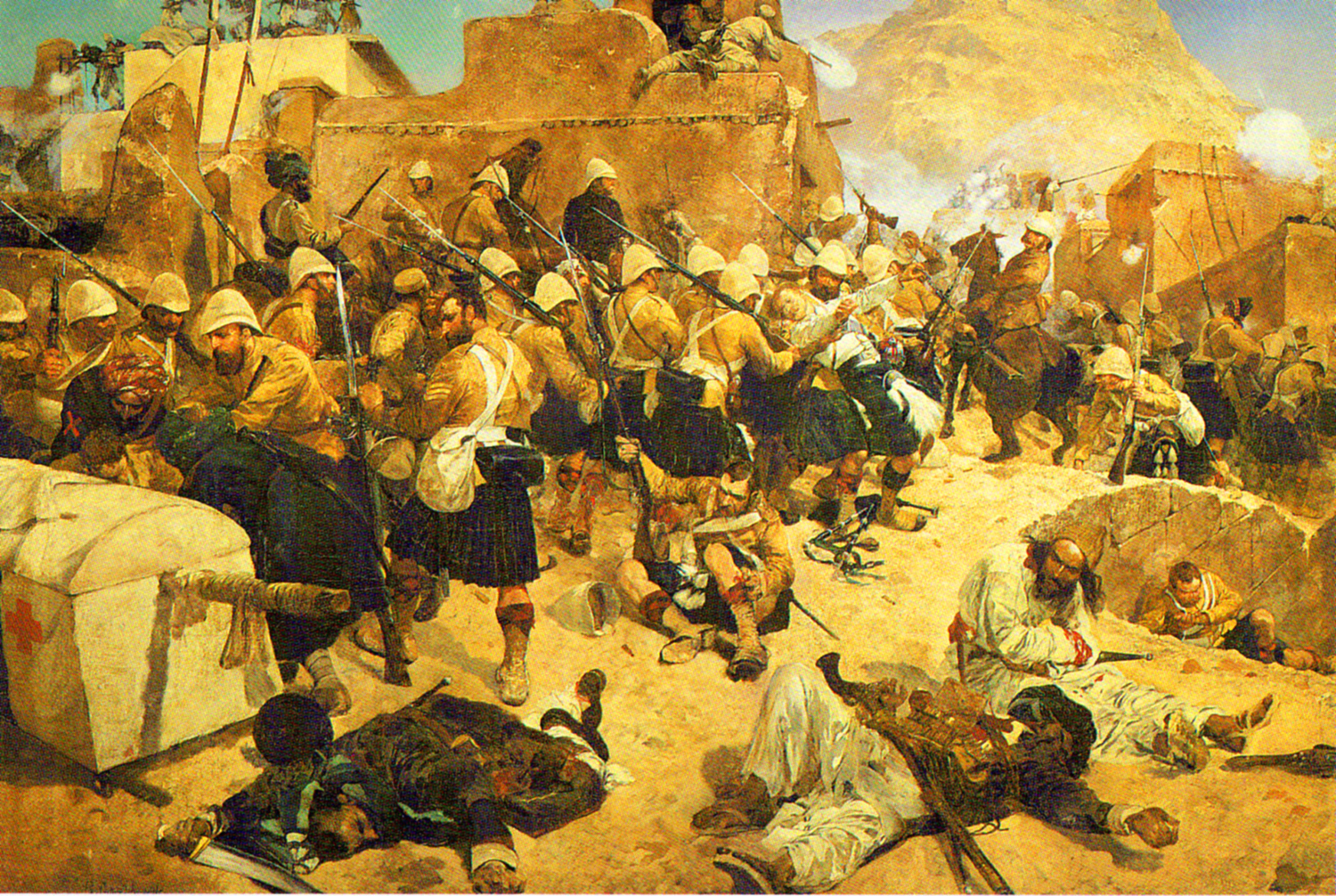
Los Highlanders y los gurkhas del ejército británico en la batalla de Kandahar (obra de Richard Caton Woodville)
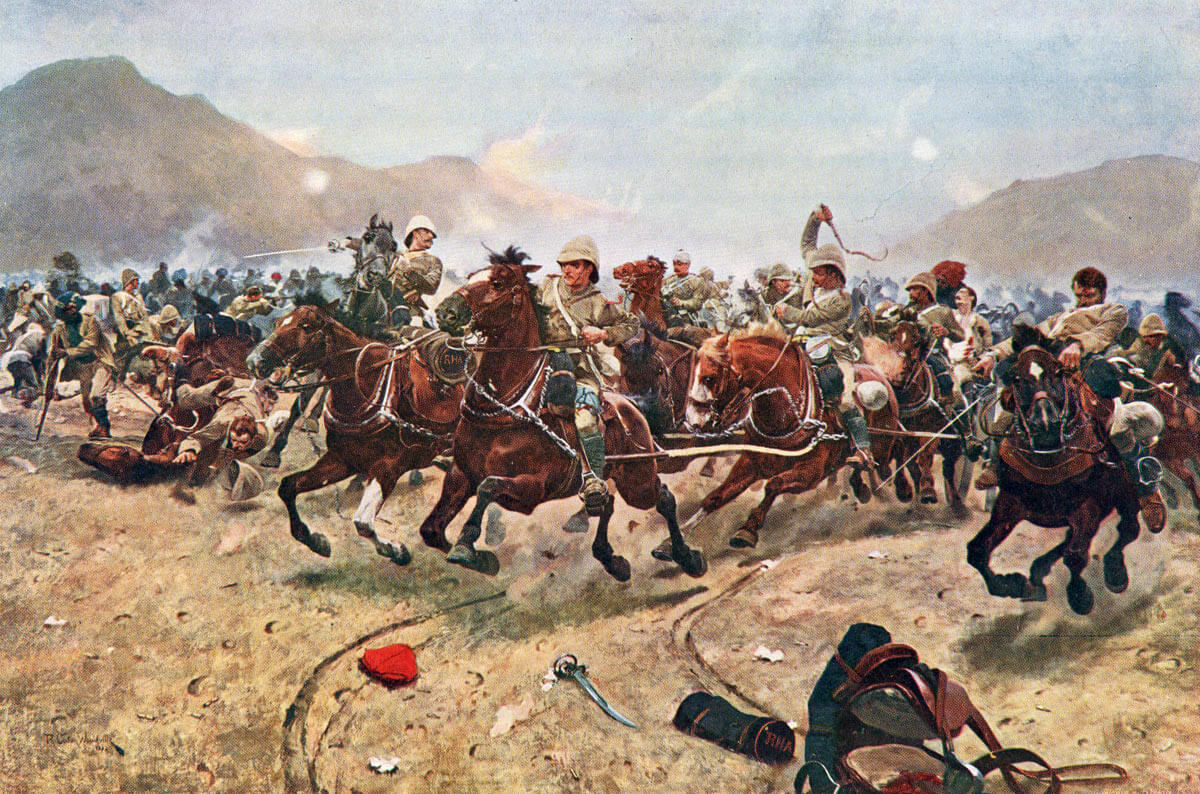
La artillería británica Royal Horse se retira en la batalla de Maiwand
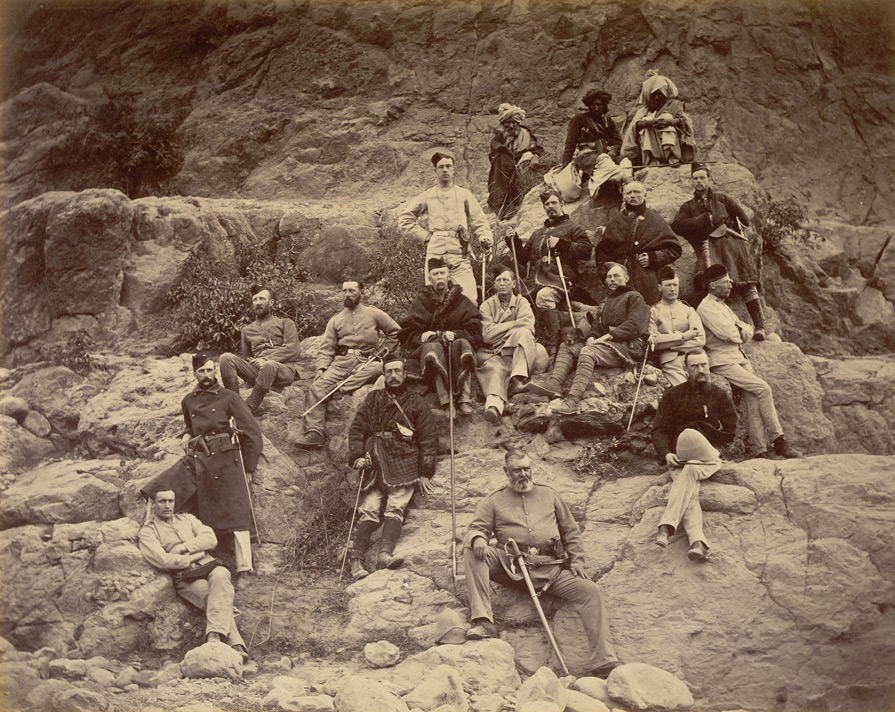
Equipo británico en el sitio de la batalla de Ali Masjid
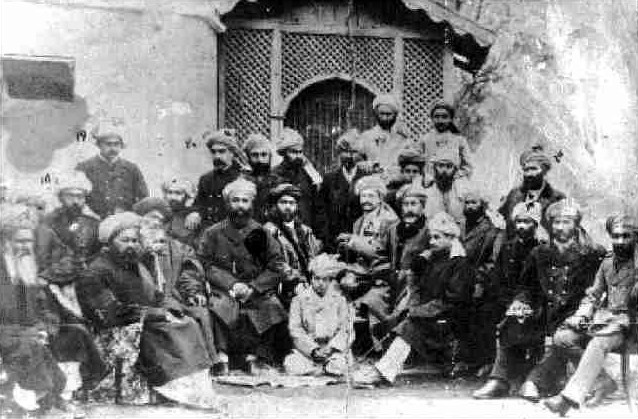
Afganos vencedores de la batalla de Maiwand

### La conquista rusa de Turkmenistán (1879-1884)

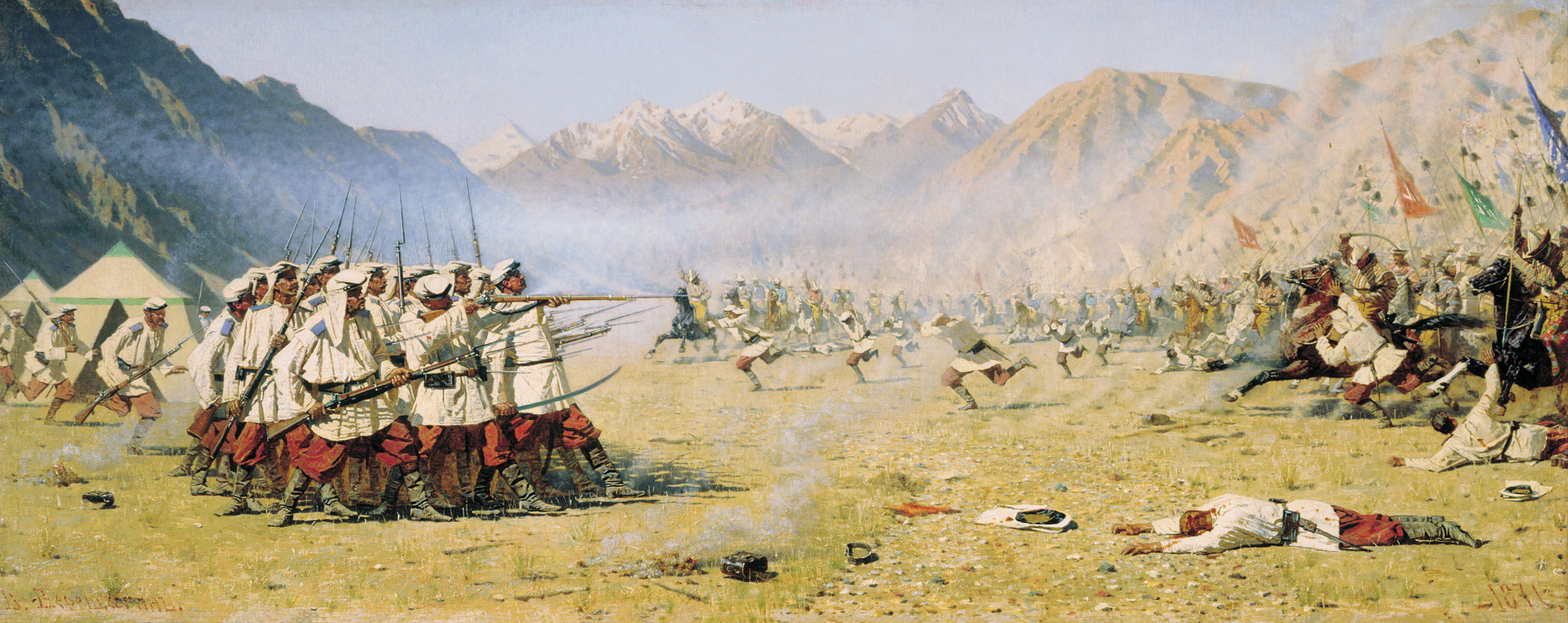
Enfrentamiento entre soldados rusos y turcomanos (obra de Vasili Vereshchaguin)

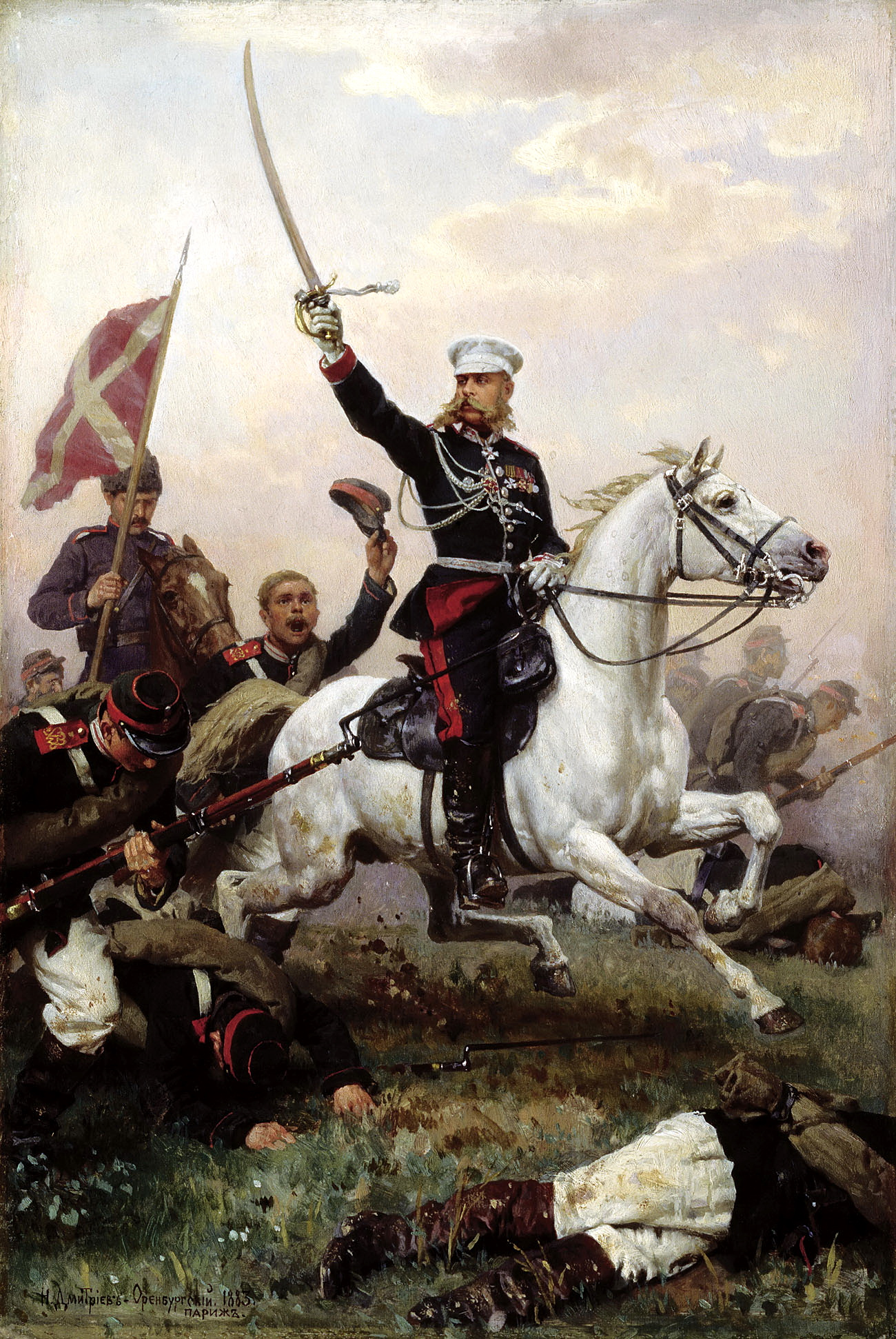
Mijaíl Skobelev (obra de Nikolaí Dmitriev-Orenburgsky)

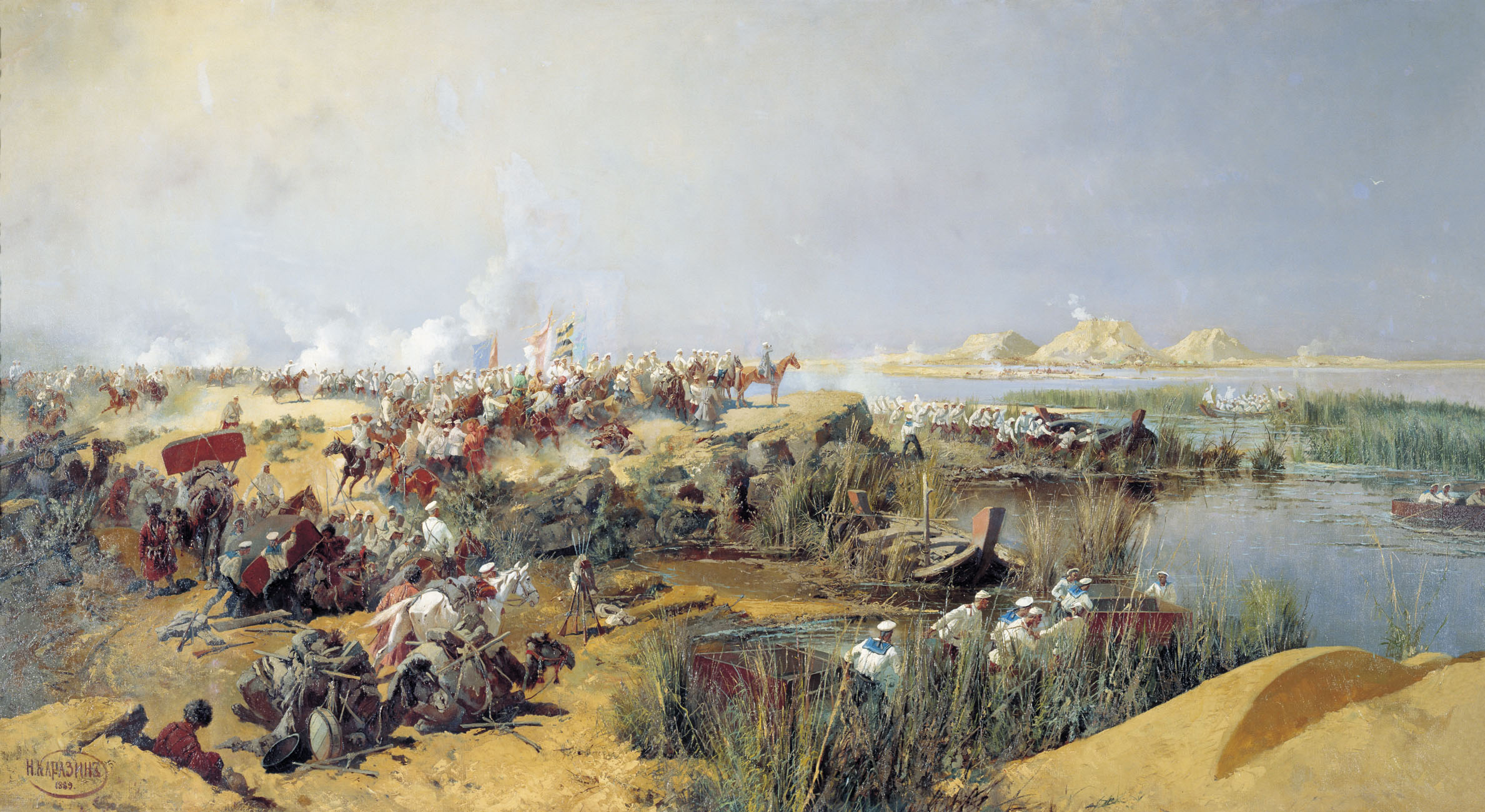
Las tropas rusas cruzan el río Amu Darya (obra de Nikolay Karazin)

Los turcomanos se encontraban fragmentados en cuatro grandes tribus: los yomuds, los tekes, los ersaris y los alimis. El primer conflicto entre rusos y turcomanos tuvo lugar en 1873 cuando Konstantin von Kaufman exigió a los yomuds una indemnización por haber apoyado al janato de Jiva contra el Imperio zarista pero esa petición solo fue un pretexto para exterminar a la tribu de los yomuds.
Sin embargo, la conquista de Turkmenistán tuvo que esperar por la oposición del Imperio británico y hubo que esperar a la segunda guerra anglo-afgana para que Rusia tuviera las manos libres para intervenir. En septiembre de 1879 los rusos atacaron la fortaleza de Gökdepe, que se encontraba en el camino de Merv, pero las fuerzas zaristas fueron derrotadas y debieron retirarse hacía Turkmenbashi.
En 1881 se reintentó tomar Gökdepe. El ejército ruso, de 11 000 soldados, al mando de Mijaíl Skobelev, tomó la ciudad entre los días 23 y 24 de enero. A la captura de la fortaleza siguieron tres días de saqueo y la masacre de todos los defensores.
Tras la toma de Gökdepe cayeron Akhal Teke y Asjabad y el 24 de marzo de 1881, Alejandro III de Rusia, ordena la anexión de las tierras de la tribu de los Teke.
Para no encontrar oposición por parte de Persia se mandó una embajada que delimito las fronteras ruso-persas el 21 de diciembre de 1881 a lo largo del curso del río Atrek y el curso superior del río Amu Daria.
Para aliviar tensiones con el Imperio británico, el zar ruso aceptó llevar a cabo las negociaciones de Londres de 1882 pero al mismo tiempo oficiales rusos llegaban a Merv para acordar la rendición pacífica de la ciudad.
El 13 de febrero de 1884, Alexander Komarov, gobernador de la provincia de Transcaspio, informó al zar de la aceptación de los gobernantes de Merv de una alianza incondicional con Rusia. Ese episodio contribuyó a aumentar la tensión entre los dos imperios y en julio de 1884 rusos y británicos acordaron establecer una comisión encargada de delimitar las fronteras entre el Imperio ruso y Afganistán.
En Gran Bretaña se consideraba que el oasis de Penjdeh, a 110 km de Herat, debía pertenecer a Afganistán pero Rusia seguía creando proyectos para tomar un dominio más firme de Asia Central con la construcción de una línea de ferrocarril hasta el sur de Herat por lo que la tensión no paró de crecer.
En marzo de 1885 una columna rusa disparó contra tropas afganas, quienes se vieron obligados a retirarse. Gran Bretaña protestó por el incidente que interfería en las negociaciones sobre una frontera segura y la tensión aumento más si cabe, preparándose  ambos imperios para una guerra que parecía inminente. Sin embargo, la inestabilidad europea con la amenaza del Imperio alemán y el realineamiento de las grandes potencias incitó a ambos imperios a llegar a un acuerdo lo antes posible.
El acuerdo final sobre las fronteras tuvo lugar el 22 de septiembre de 1885. El distrito de Penjdeh pasó a poder ruso pero Afganistán retuvo el paso Zulficar. Con la firma de un tratado anglo-persa en 1885 que sirvió de contrapeso al tratado ruso-persa de 1881 el equilibrio de la zona se recompuso.

### Tensiones en otros escenarios
En Persia ambos imperios lucharon por ser la potencia más influyente, aunque no se llegó al enfrentamiento armado. El Imperio ruso construyó una línea de ferrocarril Transcaspio que llegaba hasta la frontera persa y se establecieron planes para continuar el trazado hasta el golfo Pérsico, alentando la relación comercial entre ambos países. Otra instrumento de influencia por parte rusa fue la creación de un Banco ruso-persa que facilitaba créditos al gobierno del sah. También, ocasionalmente, hubo tropas rusas en suelo persa.
Los británicos, por su parte, intentaron extender su influencia por medio de consulados y con la construcción de su propio ferrocarril pero fueron incapaces de contrarrestar la influencia rusa en el país.
El Tíbet también fue una zona de tensión, a pesar de no encontrarse entre ambos imperios. Cuando un súbdito del zar se convirtió en el tutor de Thubten Gyatso, el decimotercer dalái lama y posteriormente fue enviado a la corte rusa, los británicos optaron por enviar una embajada directamente a Lhasa con el objetivo de contrarrestar la influencia rusa. Cuando la delegación británica llegó a Lhasa, el dalái lama había huido y se obligó a los monjes a aceptar la formalización de las relaciones comerciales con el Imperio británico y la exclusión de todos los extranjeros de los asuntos internos del país.

### Final del Gran Juego
En los primeros años del siglo XX la tensión entre los dos imperios estaban en su punto álgido. Sin embargo otras dificultades en otras fronteras ayudarían a aliviar la tensión. Los británicos tuvieron que hacer frente a la Segunda Guerra de los Bóeres (1899-1902) mientras que los rusos tuvieron que afrontar la guerra ruso-japonesa (1904-1905) y los conflictos internos relacionados con la Revolución rusa de 1905 en el país. El 31 de agosto de 1907 se firmó el Tratado Anglo-Ruso de Mutua Cordialidad que formalizó las relaciones entre ambos imperios en Asia Central, asegurando la independencia de Afganistán, Persia y Tíbet como estados-tapón.

## El Gran Juego en la cultura popular
El Gran Juego ha sido un tema popular que ha estado presente en el arte de diversas maneras. La literatura es quizás el medio por el que el Gran Juego ha alcanzado mayor divulgación generando una imagen del mismo como misión civilizadora, exploración de lo desconocido y aventura.
- Rudyard Kipling es uno de los autores que más ha escrito sobre el Gran Juego. Sus obras suelen discurrir en el mundo colonial inglés de la India. Entre las obras más importantes de Kipling que tratan el Gran Juego se encuentran: Gunga Din, Kim y El hombre que pudo ser rey)
- Percival Christopher Wren también ambientó varias de sus obras en la frontera noroeste de la India.
- Julio Verne ambientó parte de su célebre obra Miguel Strogoff en Asia Central.
- George MacDonald Fraser ambientó algunos de los títulos de la serie de Harry Flashman durante el Gran Juego. Algunos de estos títulos son “Flashman y el gran juego”o “Flashman y la montaña de la luz”.

La pintura también ha sido un medio artístico que ha tenido en el Gran Juego su inspiración.
- Vasili Vereshchaguin en su doble faceta de pintor y militar estuvo presente en Asia Central y participó en algunos de sus acontecimientos. Sus obras recrearon acciones militares pero también paisajes de Asia Central, gentes y costumbres.
- Elizabeth Thomson pintó “Los remanentes del ejército” donde muestra la llegada del doctor Brydon a Jalalabad.
- William Barnes Wollen pintó “La última defensa del 44 de infantería en Gandamak” donde refleja la resistencia de los últimos supervivientes de la batalla de Gandamak.
- Nikolay Karazin pintó varios cuadros cuya temática estaba centrada en el Gran Juego. Entre ellos destacan El cruce de las tropas rusas de las arenas muertas de Adam-Krylgan, Entrada de las tropas rusas en Samarcanda, Las tropas rusas cruzan en Amu Darya o La alarma en el reducto.
- John Watson, compañero de aventuras de Sherlock Holmes, personaje creado por el célebre autor británico Arthur Conan Doyle, se desempeñó como cirujano de campaña del ejército británico durante la segunda guerra afgana.

El Gran Juego también ha sido representado en el juego de mesa Pax Pamir, obra del autor Cohle Wehrle. Este juego, encuadrado en la serie Pax de Sierra Madre Games, cuenta con dos ediciones en el mercado.